# Tolmomyias assimilis
El picoplano aliamarillo (en Colombia) (Tolmomyias assimilis), también denominado picoancho aliamarillo (en Ecuador y Panamá), piquiplano aliamarillo (en Costa Rica), pico-ancho de ala amarilla (en Perú) o pico chato alimarillo (en Venezuela) es una especie de ave paseriforme de la familia Tyrannidae perteneciente al género Tolmomyias. Es nativo del centro norte de América del Sur, en la cuenca del Amazonas y el escudo guayanés. 

## Distribución y hábitat
Se distribuye a oriente de los Andes, por la cuenca amazónica y en escudo guayanés, desde el sureste de Colombia, hacia el este por el sur y sureste de Venezuela, Guyana, Surinam, Guayana francesa y norte de Brasil, y hacia el sur por el este de Ecuador , este de Perú, Amazonia brasileña, hasta el centro de Bolivia.
Esta especie es considerada bastante común en su hábitat natural, el sub-dosel y el estrato medio de selvas húmedas, hasta los 1000 m de altitud.

## Descripción
Mide entre 13 y 13,5 cm y pesa entre 12 y 17,5 g. La corona, nuca y lados de la cabeza son grises, teñidos de oliva; presenta un fino anillo ocular, abierto en la frente; el resto de las partes superiores es verde oliva; las alas son oscuras, con márgenes amarillas visibles hasta las remiges y las grandes coberteras de las alas, lo que aparece como un panel pálido en la base de las primarias externas 3-4 y una débil barra alar; la garganta es gris pálido, que se vuelve oliva pálido en el pecho y los flancos, el vientre es amarillo pálido. El iris es oliva a pardo oscuro, el pico tiene la mandíbula superior negra y la inferior parduzco pálido, grisácea o color hueso, con una punta más oscura, las patas con grises. Los sexos son similares.

## Sistemática

### Descripción original
La especie T. assimilis fue descrita por primera vez por el ornitólogo austríaco August von Pelzeln en 1868 bajo el nombre científico Rhynchocyclus assimilis; la localidad tipo es: «Borba, Brasil».

### Etimología
El nombre genérico masculino «Tolmomyias» se compone de las palabras del griego «tolma, tolmēs» que significa ‘coraje’, ‘audacia’, y «muia, muias» que significa ‘mosca’.; y el nombre de la especie «assimilis» proviene del latín y significa ‘similar’.

### Taxonomía
Las relaciones dentro del género son inciertas, dependiendo de estudios genéticos más completos. La especie Tolmomyias flavotectus anteriormente tratada como una subespecie de la presente, ya era considerada por algunos autores como especie separada, entre ellos Hilty (2003) y Ridgely & Tudor (2009) con base en la distribución disjunta, significativas diferencias vocales y diferencias menores de plumaje, lo que fue finalmente seguido por las principales clasificaciones. Los datos genéticos de Harvey et al. (2020) confirman esta separación , que fue reconocida por el Comité de Clasificación de Sudamérica (SACC) en la Propuesta No 960.

Las otras subespecies exhiben variaciones sutiles en el color de la corona, del pecho y del vientre (el pecho se vuelve ligeramente más oscuro en la dirección de las agujas del reloj desde las Guayanas y el noreste del Brasil hacia el este del Brasil al sur del Amazonas, el color de la corona se muestra similar pero de patrón ligeramente discordante); son necesarios más estudios sobre los límites taxonómicos de estas subespecies.
Tolmomyias sucunduri es una nueva especie recientemente descrita (Whitney et al., 2013). Sin embargo, el SACC ha rechazado la Propuesta N° 646 de reconocimiento. Todas las clasificaciones la consideran la subespecie T. assimilis sucunduri.

### Subespecies
Según las clasificaciones del Congreso Ornitológico Internacional (IOC) y Clements Checklist/eBird, se reconocen ocho subespecies, con su correspondiente distribución geográfica:
- Grupo politípico assimilis: 
  - Tolmomyias assimilis neglectus J.T. Zimmer, 1939 - este de Colombia, suroeste de Venezuela y noroeste de Brasil (región del río Negro en el norte de Amazonas).
  - Tolmomyias assimilis examinatus (Chubb, 1920) - sureste de Venezuela, las Guayanas y noreste de Brasil (margen norte del bajo río Amazonas en el norte de Pará y Amapá).
  - Tolmomyias assimilis obscuriceps J.T. Zimmer, 1939 - sureste de Colombia (oeste de Meta) hacia el sur hasta el noreste de Ecuador y noreste del Perú (este de Loreto al norte del Amazonas).
  - Tolmomyias assimilis clarus J.T. Zimmer, 1939 - Perú (Amazonas, solo desde el norte del río Marañón, al sur hasta el norte de Puno).
  - Tolmomyias assimilis assimilis (Pelzeln, 1868) - centro de Brasil al sur del medio Amazonas (desde Tefé, en el este de Amazonas, al este hasta el Río Tapajós, en el oeste de Pará).
  - Tolmomyias assimilis paraensis J.T. Zimmer, 1939 - noreste de Brasil (este de Pará, noroeste de Maranhão).
  - Tolmomyias assimilis calamae J.T. Zimmer, 1939 - suroeste de Brasil (sureste de Amazonas) y norte de Bolivia.

- Grupo monotípico sucunduri:
  - Tolmomyias assimilis sucunduri Whitney, Schunck, Rêgo & Silveira, 2013 - centro sur de la Amazonia brasileña, entre los ríos Canumã/Sucunduri y el bajo río Tapajós.[14]